# 인요한
인요한(印曜翰, 1959년 12월 8일~) 또는 존 올더먼 린튼(영어: John Alderman Linton)은 미국과 대한민국의 이중국적을 가진 의사로, 현재 연세대학교 의과대학 가정의학과 교수 겸 국제진료센터 소장이다. 2023년 10월 23일 국민의힘 혁신위원장을 맡게 되었다.

## 생애

### 가족 관계
인요한 연세대 의과대학 교수의 할아버지인 윌리엄 린튼(인돈)은 22세 때 대한민국에 와서 48년간 의료, 교육 선교 활동을 했다. 인요한의 아버지인 휴 린튼(인휴)은 전라북도 군산에서 태어나 전라남도 지방 도서촌 지역에 600여 개 교회를 개척했고, 인천 상륙 작전에 참전하기도 했다. 인요한 교수의 형인 스티브 린턴(인세반) 前 한양대학교 겸임교수는 '유진 벨 재단'의 회장직을 맡고 있다. 인 소장 가족은 조선 고종 시절이던 1895년 인세반 회장·인요한 소장 형제의 진외증조부(陳外曾祖父)인 유진 벨(Eugene Bell, 배유지(裵裕祉), 1868~1925) 선생의 을미년(1895년) 조선 전라도 전주 정착 이후에서 현재까지 5대째 대한민국에 살면서 선교, 봉사활동, 북한결핵퇴치사업과 의료장비 지원 관련 사업 등을 펼치고 있다. 인요한 교수는 전라북도 전주에서 출생하고 전라남도 순천에서 유년기를 보냈으며 대전광역시에서 청소년기를 보냈다.

### 국적
인요한의 집안은 4대째 대를 이어 대한민국에서 교육 의료 봉사 활동을 하며 사회 발전에 공헌해왔고, 대한민국 정부로부터 훈장을 받았다. 이후 개정된 국적법 제7조 제1항 제2호(대한민국에 특별한 공로가 있는 자)에 의해 특별귀화허가를 받고 2012년 3월 21일 권재진 대한민국 법무부 장관에게 대한민국 내 외국 국적 불행사 서약을 함으로써 기존 미국 시민권을 포기하지 않으면서 대한민국 국적을 취득하여 복수국적을 가질 수 있게 되었다.

### 5.18 민주화 운동
인요한은 연세대 가정의학과 1학년 재학중이던 1980년 5.18 민주화운동에서 시민군의 통역을 맡았다. 연세대학교가 신군부의 조치에 따라 폐교되자 인요한은 순천으로 내려가 가족 집에 머물렀는데 광주에서 폭동이 일어났다는 소식을 들었다. 그러나 광주에서 순천으로 갓 탈출한 마을 사람이 광주에서 일어난 건 폭동이 아니라 봉기라고 말하는 소리를 듣게 된다. 의구심을 품게 된 인요한은 광주에 갈 결심을 하고 순천의 지인 1명과 함께 광주로 향하게 된다. 인요한은 떠나기 전 아버지에게 조언을 구했는데, 아버지 인휴는 “성인이니까 너 가는 건 막지 않겠다. 그런데 거기 가면 죽을 수도 있으니 잘 생각해보고 가라” 라고 조언했다. 인요한은 친구의 지프차를 빌려 탄 뒤 당시 0으로 시작하던 외국인 전용 자동차 번호판을 달고 5월 24일 순천을 출발하였다.
그러나 광주는 당시 신군부에 의해 봉쇄된 상태였고 고속도로는 모두 막힌 상태였다. 인요한 일행은 담양 인근에서 국도로 차를 돌렸으며, 이 과정에서 7개의 검문소를 통과했다. 검문에서 저지당하지 않기 위해 인요한은 미국 대사관 직원으로 위장하여 “광주에 있는 미국인의 안전을 위해 왔으니 허가해주지 않으면 외교 문제가 될 것” 이라고 말하며 검문소를 통과했다. 같이 동행했던 지인은 가짜 통역관 역을 했다. 7개의 검문소를 통과한 뒤, 다음 날인 5월 25일 인요한 일행은 광주 시내에 진입한다. 광주 시내에서 일행은 폐허가 된 시내와 금남로, 전소된 광주문화방송 건물을 지나 시신들이 안치되어 있던 도청으로 향했다.
도청에서 시민군의 시신을 살펴보던 중 시민군에게 광주에 머물던 외신 기자들이 인터뷰를 요청하였고, 인요한이 한국어가 가능하다는 걸 알게 된 시민군이 인요한에게 통역을 부탁하여 인요한은 시민군의 기자회견을 통역하게 된다. 인요한이 통역한 시민군의 기자회견은 외신을 통해 전 세계에 알려지게 된다. 인요한은 5월 27일 광주를 빠져나와 순천으로 돌아갔으며, 얼마 후 서울로 다시 돌아온다.

### 문무대 자원
한편 신군부는 인요한을 데모 주동자로 규정하고, 주한미국대사관에 측에 인요한에 대한 추방 공지를 보낸다. 인요한은 대사관에 소환되었고, 영사는 “당신이 한 건 통역이 아니라 데모 주동이다. 당신의 조상이 이 나라에서 한 일을 감안해 구속은 하지 않겠으니 한국을 떠나라” 라고 추방을 통보하였다. 인요한은 이를 인정하지 않고 영사와 말다툼을 벌였고, 인요한의 아버지인 인휴가 직접 영사를 설득한 끝에 3가지의 제안을 받아낸다. 하나는 추방 당하는 것, 또 하나는 구속되어 형사 처벌을 받는 것, 나머지 하나는 순천에서 기거하며 생활하는 것이었다. 한국에 남길 원했던 인요한은 순천으로 내려가 생활하며 영어 교사를 하며 지냈다. 중앙정보부는 당시 요원을 보내 인요한을 사찰 했는데, 인요한이 “당신들이 날 죽이거나 잡아가면 외신 기자들이 가만두지 않을 것” 이라고 밝힌 이후부터 중앙정보부 직원들 역시 사찰 수위를 줄였다고 한다.
인요한은 추방 될 지도 모른다는 두려움이 생겨 당시 대학생을 상대로 한 병영훈련소인 문무대에 자원해서 입대하게 된다. 당시 인요한은 미국 시민권자 신분으로 외국인이어서 문무대에 입영할 의무는 없었다. 인요한은 한국에 남기 위해 정권에 자신이 불순 분자가 아니라는 걸 증명하려고 문무대에 자원했다고 설명한다. 당시 호국단 단장은 미 대사관의 허락을 받아오라며 자원 입대를 거절했고, 인요한은 미국 대사관 영사를 찾아갔으나 영사는 “타국 군 입영은 시민권 박탈의 사유다”라며 거절했고 결국 인요한은 호국단 단장에게 “허락을 받으려고 했으나 그들이 개인의 선택이라며 안 해줬다”라고 거짓말을 하여 문무대에 입소하게 된다. 전두환 정권은 미국 국적으로 자진 입영한 인요한에게 표창장을 수여했는데, 인요한은 당시 퇴소 후 집에 가는 동안 자신이 호남 사람들을 배신하고 정권에 빌 붙었다는 생각이 들어 상심하고 눈물을 흘렸다고 밝힌 바 있다.
또한 1980년 7월 추방을 면하기 위해 이지나 씨와 결혼하였다.

### 의사
1987년 6.10 항쟁 이후 인요한은 연세대 의과대학 학사 취득 후 의사고시를 보았고, 합격한 뒤 미국으로 건너가 수련의 과정 수료 및 미국 의사 면허를 취득하였다. 4년의 미국 유학 생활을 마치고 귀국한 뒤 1992년부터 세브란스병원 외국인 진료소 소장을 맡았고, 1996년 박사학위를 취득하였다. 외국인 진료소는 2005년 국제진료센터로 승격하였고, 현재도 소장직을 맡고 있다.

### 대한민국형 구급차 개발
1984년 4월 10일 인요한은 부친상을 당한다. 아버지 인휴는 당시 교회 건축에 필요한 자재를 실고 이동하던 중 만취한 기사가 운전하던 관광버스에 치여 부상을 당했으나, 당시에는 구급차가 없어서 차량 뒷좌석에 실려 이송되던 중 결국 사망하였다. 인요한은 외국인 진료소 소장을 맡은 1992년 귀국한 뒤, 미국의 남장로교로부터 받은 추모 자금을 이용하여 15인승 승합차를 구입, 미국 텍사스에서 본 구급차의 구조를 바탕으로 승합차를 개조하여 구급차를 제작하였다. 인요한이 만든 1호 구급차는 당시 순천 진료소에서 처음 사용되었고, 이 후 건설업체와 계약 후 전국에 5,000여 대 이상 보급되었다.

### 대북     사업
1995년 린튼 형제들은 북한 결핵사업 지원을 위해 유진 벨 재단을 설립하였고, 인요한은 1997년 북한을 처음 방문한 이래 총 28번 방북하였다. 유진벨 재단은 북한에 200여개의 결핵진료소를 세우고, 인요한이 제작한 구급차를 기증하였다.

## 학력
- 1987년 연세대학교 의과대학 학사
- 2000년 고려대학교 의과대학원 의학석사
- 2003년 고려대학교 의과대학원 의학박사

## 경력
- 1987: 한국 의사 국가시험 합격(외국인 최초)
- 1987~1991: 미국 코넬 대학교 산하 브루클린퀸스가톨릭병원 가정의학과 수련
- 1991~2001. 2. 연세대학교 의과대학 가정의학과 조교수
- 1995. 2. 연세대학교 의과대학 세브란스병원 국제진료센터 소장
- 2002~2009. 9. 연세대학교 의과대학 가정의학과 부교수
- 2010. 3. 연세대학교 의과대학 가정의학교실 교수
- 2010. 3.~2016. 2. 연세대학교 의과대학 가정의학교실 주임교수
- 2010. 3.~2016. 9. 연세대학교 의과대학 가정의학과 과장
- 연세대학교 의과대학 세브란스병원 가정의학과 교수
- 항공우주의학협회 이사
- 2012. 8.~ 한국국제협력단 자문위원
- 박근혜 후보캠프 국민대통합위원장
- 제18대 대통령직인수위원회 국민대통합위원장
- 새누리당 대한민국대통합위원회 부위원장
- 2015. 6. 제4대 한국국제보건의료재단 총재
- 2021~2024. 9. 천리포수목원 이사장
- 김포시 홍보대사
- 연세대학교 의과대학 세브란스병원 국제진료센터 교수
- 2023. 10.~2023. 12. 국민의힘 국민과 함께 혁신위원회 위원장
- 2024. 3.~2024. 4. 국민의미래 비례대표 국회의원 후보
- 2024. 3.~2024. 4. 국민의미래 4·10 총선 중앙선거대책위원회 선거대책위원장
- 2024. 4. 10. 대한민국 제22대 국회의원 선거 당선(비례대표, 국민의미래, 초선)
- 2024. 5.~ 제22대 국회의원(비례대표, 국민의힘, 초선)
  - 2024. 6.~2024. 6. 제22대 국회 전반기 보건복지위원회 위원
  - 2024. 6.~ 제22대 국회 전반기 외교통일위원회 위원
  - 제22대 국회 전반기 외교통일위원회 법안심사소위원회 위원
  - 선진 외교를 위한 초당적 포럼 구성의원
  - 북한 그리고 통일 구성의원
  - 지속 가능 성장을 위한 구조개혁 실천 포럼 구성의원
- 2024. 6.~2024. 7. 국민의힘 정책위원회 산하 시급한 민생 현안 해결을 위한 의료개혁특별위원회 위원장
- 2024. 7.~2024. 12. 국민의힘 최고위원
- 2024. 9.~: 국민의힘 호남동행 국회의원 발대식 명예의원(전라남도 순천시)
- 2025. 4. ~ 2025. 4.: 국민의힘 이철우 제21대 대통령 선거 경선후보 기적캠프 후원회장
- 2025. 4.~2025. 5. 국민의힘 김문수 제21대 대통령 선거 경선후보 문수 대통 김문수 승리캠프 한미동맹강화특별위원장
- 2025. 5.~2025. 6.: 제21대 대통령 선거 국민의힘 김문수 대통령 후보 호남특별위원장

## 미디어

### 텔레비전 프로그램
- 《긴급구조 119》
- 《KBS 일요스페셜 - 한국과의 기막힌 인연 - 린튼네 사람들》
- 《집사부일체》 74회, 75회
- 《대화의 희열》 4회 시청률 4.5%
- 《TV는 사랑을 싣고》 34회, 71회
- 《선을 넘는 녀석들 : 마스터 X》 4회

### 광고
- 2019년 빙그레 닥터캡슐

## 훈장
- 국민훈장 목련장

## 저서
- 《내 고향은 전라도 내 영혼은 한국인》(2006년)

## 가족
- 부모: 인휴(부), 인애자(모)
- 배우자: 차혜진
- 자녀: 인라헬(딸)

## 역대 선거 결과
| 실시년도 | 선거   | 대수 | 직책     | 선거구   | 정당       | 득표수       | 득표율          | 순위         | 당락 | 비고 |
| -------- | ------ | ---- | -------- | -------- | ---------- | ------------ | --------------- | ------------ | ---- | ---- |
| 2024년   | 총선   | 22대 | 국회의원 | 비례대표 | 국민의미래 | 10,395,264표 | \| \| 36.67% \| | 비례대표 8번 |      | 초선 |
|          | 36.67% |      |          |          |            |              |                 |              |      |      |

## 소속 정당
| 소속 정당 | 소속 정당  | 소속 기간 | 비고      |
| --------- | ---------- | --------- | --------- |
|           | 국민의힘   | 2023~2024 | 정계 입문 |
|           | 무소속     | 2024      | 탈당      |
|           | 국민의미래 | 2024      | 입당      |
|           | 국민의힘   | 2024~현재 | 합당      |

## 같이 보기
- 대한민국 제22대 국회의원 선거 국민의미래 후보 목록#비례대표